# Kvarken
63°29′31.988″N 20°54′25.135″Ø / 63.49221889°N 20.90698194°Ø
Kvarken (finsk: Merenkurkku) eller Norra kvarken er det ørige havområde mellem Umeå i Nord-Sverige og Vasa i Nord-Finland hvor Bottenviken danner en indsnævring.
I Sverige skelner man mellem en Norra- og Södrakvarken (nordlige og sydlige). Södrakvarken (finsk: Ahvenanrauma) er sundet mellem Åland og det svenske fastland. Med Kvarken menes almindeligvis Norrakvarken. Man hører også Västra og Östrakvarken; Västrakvarken er da sundet mellem Umeå og Holmön, mens Östrakvarken er hovedsundet ud for Holmön/Ängesön.
Kvarken med skærgården på begge sider blev i 2006 indlemmet i verdensarvsområdet Höga kusten, og fik navnet Höga kusten og Kvarken skærgård.
I Finland ligger Kvarken i de 5 kommuner: Korsholm, Korsnäs, Malax, Vaasa og Vörå, der alle ligger i landskabet Österbotten. Flere af kommunerne i   området har et svensktalende flertal.

## Eksterne kilder og henvisninger
- Wikimedia Commons har flere filer relateret til Kvarken
- Kvarkens naturguide
- Kvarkens skærgård